# OS X El Capitan
OS X El Capitan (versión 10.11) es la duodécima versión de OS X, el sistema operativo de Apple para sus ordenadores de escritorio, portátiles y servidores Macintosh.
Fue anunciada el 8 de junio de 2015 durante la WWDC de ese año junto a las nuevas versiones de los otros sistemas operativos de los productos de Apple (iOS 9 para iPhone y iPad, y WatchOS 2 para Apple Watch). La versión de prueba pública fue lanzada el 9 de julio de 2015 y los usuarios pudieron descargarla desde la Mac App Store desde el día 30 de septiembre de 2015.

## Características
Los principales cambios en la versión 10.11 de OS X fueron los siguientes:

### Diseño
La interfaz de OS X El Capitan es prácticamente la misma que su predecesora Yosemite. Variando tan solo la tipografía instalada por defecto, que pasó de ser Helvética Neue a San Francisco.

### Split View
A partir de esta versión es posible utilizar dos aplicaciones a la vez en pantalla completa de una forma similar a la gestión de ventanas que introdujo Microsoft a partir de Windows 7. Para ello hay que mantener pulsado el botón verde situado en la parte superior izquierda de la ventana de pasar a pantalla completa para elegir a que lado se quiere poner la aplicación, y a continuación seleccionar la aplicación que se desea en la otra mitad. Es posible además redimensionar las ventanas moviendo la línea que las separa.

### Spotlight
Se mejoró la herramienta de búsqueda incluida por defecto en OS X ampliando sus resultados y añadiendo la posibilidad de encontrar información acerca de resultados deportivos, meteorología, la bolsa y vídeos de Youtube, Vimeo o Vevo, entre otros, usando un lenguaje natural. Se agregó además la posibilidad de mover y redimensionar la ventana, algo que no era posible en versiones anteriores.

### Metal
Tras su introducción en iOS, Apple decidió incluir esta característica también en OS X. Gracias a Metal para Mac el sistema mejora su rendimiento al hacer que la GPU trabaje más velozmente, consiguiendo hasta un 50% más de velocidad de renderización y un 40% más de eficiencia.

### Otras
Se incluyeron mejoras en las siguientes aplicaciones:
- Mail: se incluyen gestos con el ratón. Al deslizar un mensaje a derecha se marca como leído y al deslizar a la izquierda se elimina.
- Safari: se pueden fijar pestañas en el navegador para tener un acceso más directo; es posible silenciar una, varias o todas las pestañas con sonido.
- Mapas: se añade información sobre transporte público para algunas ciudades del mundo (estaciones, horarios, transbordos, etc.)
- Notas: se amplían las posibilidades al incluir fotografías, vídeos, bocetos, notas de voz, mapas o páginas web; se pueden organizar las notas por carpetas.

## Requisitos del sistema
Para ejecutar OS X El Capitán se necesita 2GB/3GB RAM mínimo y recomendable 4GB/6GB RAM y un HDD 7200RPM mínimo recomendable un SSD 64GB de lo contrario sería algo lento para algunas tareas.
Estos equipos pueden funcionar El Capitán, siempre que tengan al menos 2 GB de RAM:
- iMac : mediados de 2007 o más reciente
- MacBook de aluminio: finales de 2008
- MacBook Blanco / Negro: A principios de 2009 o más reciente
- MacBook Retina : Todos
- MacBook Air : finales de 2008 o más reciente
- MacBook Pro de 13 pulgadas: mediados de 2009 o más reciente
- MacBook Pro de 15 pulgadas: mediados de 2007 o más reciente
- MacBook Pro de 17 pulgadas: finales de 2007 o más reciente [7]
- Mac Mini : A principios de 2009 o más reciente
- Mac Pro : A principios de 2008 o más reciente
- Xserve : A principios de 2009

De estos ordenadores, los siguientes cinco modelos estaban equipados con 1 GB de RAM como la opción estándar en el modelo base, cuando fueron enviados originalmente. Sólo pueden ejecutar OS X El Capitán si tienen al menos 2 GB de RAM.
- iMac : mediados de 2007
- iMac : A principios de 2008
- Mac Mini : A principios de 2009

Los siguientes sí soportan Handoff, Instant Hotspot, AirDrop incluyendo el nuevo Metal. Incluyendo todos los anteriores modelos adquiridos en 2012 o después.
- iMac : finales de 2012 o más reciente
- MacBook : A principios de 2015 o más reciente
- MacBook Air : mediados de 2012 o más reciente
- MacBook Pro : Mediados de 2012 o más reciente
- Mac Mini : finales de 2012 o más reciente
- Mac Pro : finales de 2013 o más reciente

La actualización varía en tamaño dependiendo de la computadora Apple Mac que se está instalando en, en la mayoría de los escenarios que requerirá aproximadamente 6 GB de espacio en disco.

## Versiones
|  | Discontinuado |  | Versión Actual |  | En desarrollo (Beta) |

| Versión | Build  | Fecha                    | Nombre del Sistema Operativo | Información                                 | Descarga independiente |
| ------- | ------ | ------------------------ | ---------------------------- | ------------------------------------------- | ---------------------- |
| 10.11   | 15A284 | 30 de septiembre de 2015 | Basado en Darwin OS 15.0.0   | Lanzamiento original desde la Mac App Store | —                      |
| 10.11.1 | 15B42  | 21 de octubre de 2015    | Basado en Darwin OS 15.0.0   | Sobre OS X El Capitan 10.11.1 Update        | —                      |
| 10.11.2 | 15C50  | 8 de diciembre de 2015   | Basado en Darwin OS 15.2.0   | Sobre OS X El Capitan 10.11.2 Update        | —                      |
| 10.11.3 | 15D21  | 19 de enero de 2016      | Basado en Darwin OS 15.3.0   | Sobre OS X El Capitan 10.11.3 Update        | —                      |
| 10.11.4 | 15E65  | 21 de marzo de 2016      | Basado en Darwin OS 15.4.0   | Sobre OS X El Capitan 10.11.4 Update        | —                      |
| 10.11.5 | 15F34  | 16 de mayo de 2016       | Basado en Darwin OS 15.5.0   | Sobre OS X El Capitan 10.11.5 Update        | —                      |
| 10.11.6 | 15G31  | 18 de julio de 2016      | Basado en Darwin OS 15.6.0   | Sobre OS X El Capitan 10.11.6 Update        | —                      |